# Laura Pisati
Laura Pisati (1869/70 – Roma, 30 marzo 1908) è stata una matematica italiana.

## Biografia
Allieva di Giovanni Giorgi, laureatasi in matematica all'Università di Roma La Sapienza nel 1905, Maria Pisati è oggi meglio conosciuta per essere stata la prima italiana a entrare a far parte della Deutsche Mathematiker-Vereinigung (DMV) nel 1905 e la prima donna invitata a tenere una conferenza al quarto Congresso Internazionale dei Matematici (ICM). Purtroppo morì giovane, proprio pochi giorni prima del Congresso del 1908 a Roma, a cui doveva attendere.

## Opere

### Saggi scientifici
- Laura Pisati, Sulla estensione del metodo di Laplace alle equazioni differenziali lineari di ordine qualunque con due variabili indipendenti, in Rend. Circ. Matem. Palermo, vol. 20, 1905,  pp. 344-374, DOI:10.1007/BF03014045.
- Laura Pisati, Sulle corrispondenze funzionali non analitiche originate da integrali definiti, in Rend. Circ. Matem. Palermo, vol. 25, 1908,  pp. 272-282, DOI:10.1007/BF03029130.

### Libri
- Laura Pisati, Elementi di geometria ad uso delle scuole medie inferiori, Paravia, 1907, ISBN 0-226-28863-3.